# Veselîi Rozdol, Voznesensk
Veselîi Rozdol (în ucraineană Веселий Роздол) este un sat în așezarea urbană Oleksandrivka din raionul Voznesensk, regiunea Mîkolaiiv, Ucraina.

## Demografie
Componența lingvistică a localității Veselîi Rozdol
     Ucraineană (85,23%)
     Rusă (13,64%)
     Română (1,14%)
Conform recensământului din 2001, majoritatea populației localității Veselîi Rozdol era vorbitoare de ucraineană (85,23%), existând în minoritate și vorbitori de rusă (13,64%) și română (1,14%).